# أبو الحسن العبدي البصري
أبو الحسن علي بن الحسن بن إسماعيل العبدي البصري يعرف أيضًا بـابن المعلمة الأديب (1130 - مايو 1203) (524 - شعبان 599) فقيه مالكي ومحدّث وعالِم أدبي وشاعر عباسي من أهل القرن الثاني عشر الميلادي/ السادس الهجري. ولد في عائلة من قبيلة عبد القيس في إقليم البحرين/الأحساء، وسكن البصرة بالعراق. وفيها قام بالتأليف في العلوم الأدبية وكان له مصنفات في العروض والأدب. اشتغل بعلم الحديث وسمع من بعض. ذكره عماد الدين الأصفهاني في خريدة القصر وجريدة العصر. توفي في البصرة.

## سيرته
هو أبو الحسن علي بن الحسن بن إسماعيل العَبدي البصري. ولد حدود 524 هـ/ 1130 في إقليم البحرين/الأحساء أو البصرة وهو ينتمي إلى قبيلة عبد القيس. 

سكن العراق وقام بالتأليف في العلوم الأدبية وكان له مصنفات في العروض والأدب، وقال الشعر. وفي علم الحديث، سمع جابر بن محمد وطاهر بن علي المالكي وإبراهيم بن عطية، وفي بغداد سمع من أبو الكرم بن الشهرزوري وابن ناصر وابن الزاغوني.

ذكره عماد الدين الأصفهاني في خريدة القصر وجريدة العصر وقال عنه:
كان أبو الحسن يتردد بين القطيف والبصرة، ووالدته هي الفقهية الرشيدة بنت أبي الفضل المالكية التميمية، التي كانت تسكن ببعض نواحي إقليم البحرين ثم انتقلت إلى البصرة وتوفيت بها حوالي 554 هـ/ 1159 م.

توفي أبو الحسن العبدي فِي شعبان سنة تسع وتسعين وخمسمائة/ مايو 1203 بالبصرة وله خمس وسبعون سنة.

## شعره
من أبيات له في ذم تاروت جزيرة بالبحرين، عند كونه بالقطيف سنة أربع وخمسين وخمس مئة:

## مؤلفاته
ما بقي من مؤلفاته :
- جزء العبدي،[6] أوله:

- تخريج الشيخ علي بن الحسن بن إسماعيل العبدي وروايته عن شيوخه، في الحديث